# Allen (métro de Los Angeles)
Pour les articles homonymes, voir Allen.
Allen, ou Allen/College, est une station du métro de Los Angeles desservie par les rames de la ligne A et située à Pasadena en Californie.
Depuis la station, les étudiants du Pasadena City College (PCC) peuvent emprunter des navettes vers le campus principal ou le Community Education Center.
Il s'agit de l'une des stations de la ligne L située le long de l'itinéraire de la Rose Parade, qui passe sur Colorado Boulevard, elle est ainsi utilisée massivement par le public afin de suivre la Parade de Noël.

## Localisation
Station du métro de Los Angeles en surface, Allen se situe sur la ligne A au milieu de l'autoroute 210, précisément sur un pont au-dessus de North Allen Avenue dans la ville de Pasadena, au nord-est de Los Angeles.
| Niveau 2 (Voies) | Sens nord/sud                               | ← Ligne A vers Downtown Long Beach                   |
| Niveau 2 (Voies) | Quai central, porte de descente côté gauche |                                                      |
| Niveau 2 (Voies) | Sens sud/nord                               | Ligne A vers APU/Citrus College →                    |
| Rez-de-Chaussée  |                                             | Entrée/sortie, tourniquets, distributeurs de tickets |

## Histoire
Allen a été mise en service le 26 juillet 2003, lors de l'ouverture de la ligne L.

## Service

### Accueil

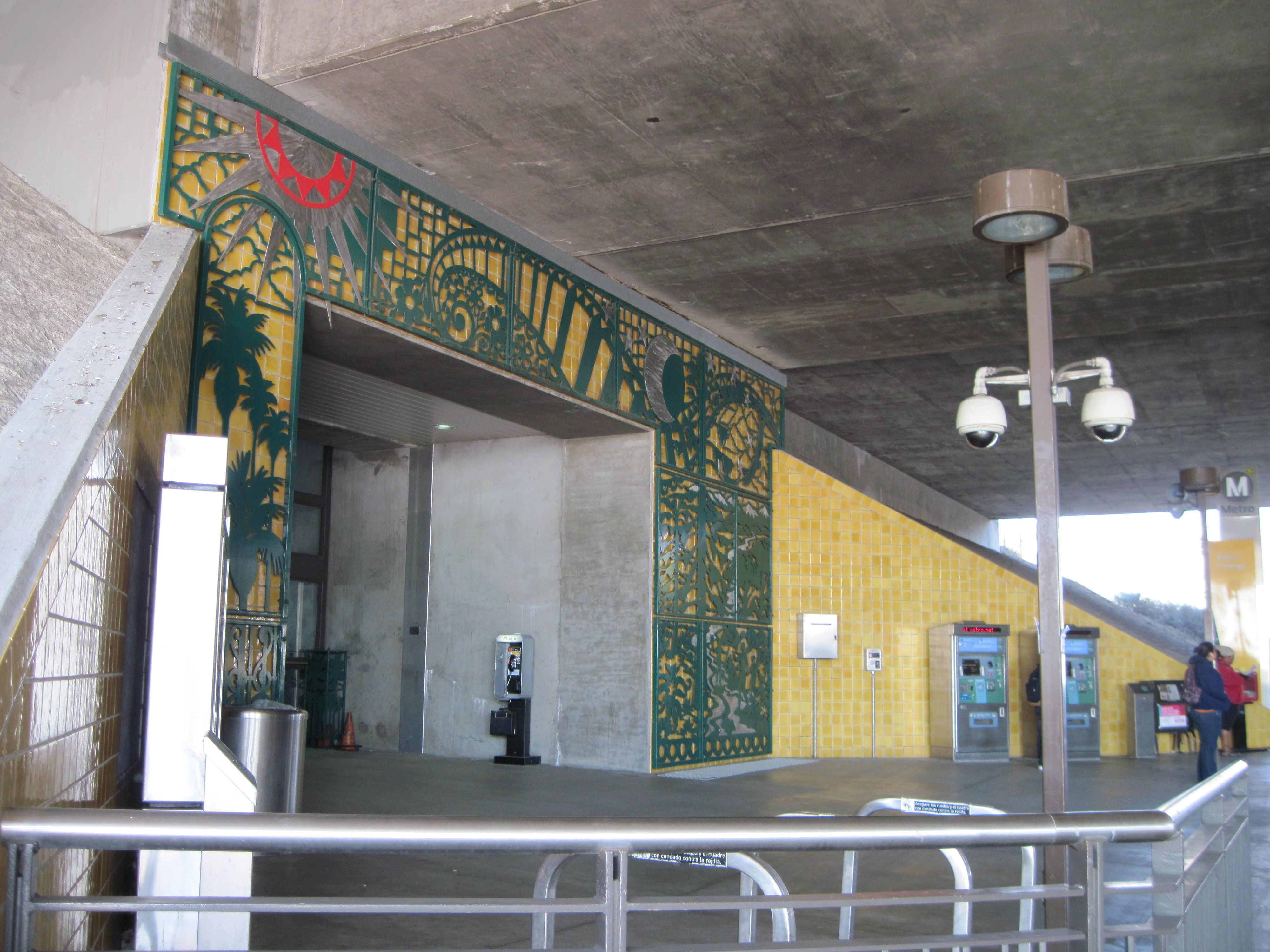
Une vue de la station.
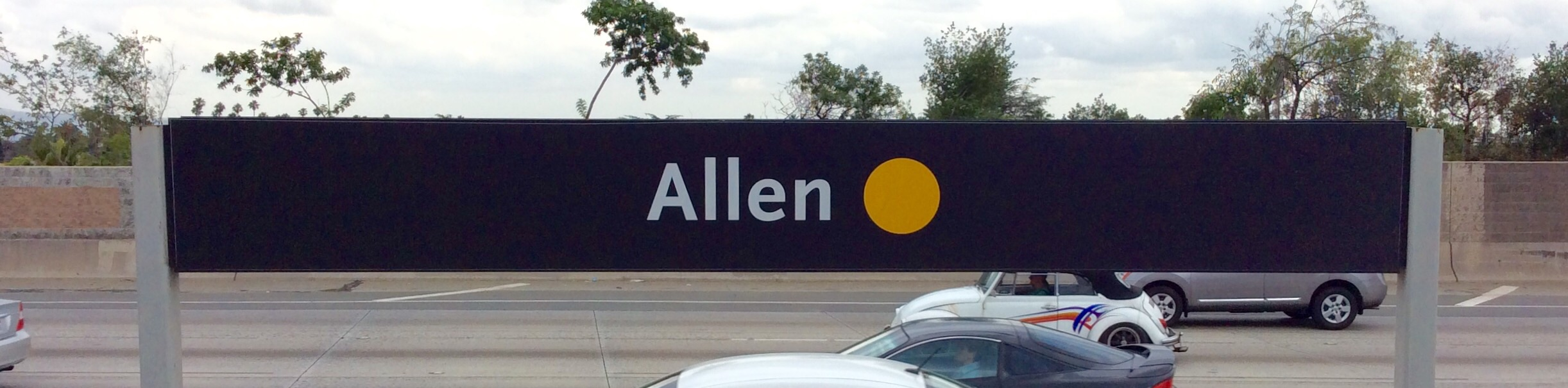
Signalétique.

### Desserte
La station dessert notamment le California Institute of Technology, la Bibliothèque Huntington et ses jardins, le Pasadena City College et le Pasadena Conservatory of Music.

### Intermodalité
La station ne bénéficie pas de stationnement mais possède des range-vélos. Elle est en outre desservie par les lignes d'autobus 256 et 686 de Metro et les lignes 10 et 40 de Pasadena Transit (en).

## Architecture et œuvres d'art
La station abrite l’œuvre Rider’s Dream de l'artiste Michael Amescua qui rappelle les œuvres précolombiennes faites via la technique du papel picado.